# Irmengarde de Germanie
Pour les articles homonymes, voir Ermengarde.
Irmangarde de Germanie ou Ermengarde de Germanie ou de Lotharingie, née en 827 et morte en 864, est la fille de Lothaire Ier, roi d'Italie et de Lotharingie, et empereur d'Occident à partir de 840, et d'Ermengarde de Tours († 20 mars 851). 
Elle est enlevée en 848 par Gislebert de Maasgau (830-892) qui la prend pour épouse. 
Elle lui donne deux fils : 
- Régnier Ier de Hainaut, dit Régnier au Long Col, né vers 850 et mort entre le 25 août 915 et le 19 janvier 916 à Meerssen ;
- Albert de Meuse, né vers 855 et mort entre 928 et 936.